# Éradicateurs
 (mars 2014).
- Si vous ne connaissez pas le sujet, laissez ce bandeau (vous pouvez alors contacter les auteurs).
- Si vous supprimez le contenu mis en cause (vous pouvez préalablement contacter les auteurs),

argumentez précisément cette suppression dans la page de discussion
(un manque de référence n'est pas un argument ; une recherche réelle de référence doit avoir été effectuée, être formellement documentée).
 (mars 2014).
Si vous disposez d'ouvrages ou d'articles de référence ou si vous connaissez des sites web de qualité traitant du thème abordé ici, merci de compléter l'article en donnant les références utiles à sa vérifiabilité et en les liant à la section « Notes et références ».
Les éradicateurs est le terme désignant les tenants d'une faction dure de la classe dirigeante politico-militaire algérienne pendant la guerre civile algérienne des années 1990, qui a opposé le gouvernement de l'interruption du processus électoral des « janviéristes » à l'AIS branche armée du Front islamique du salut vainqueurs du premier tour des élections législatives.
Les éradicateurs refusent tout compromis avec les hommes politiques islamistes et soutiennent l'élimination par la force des organisations militantes et le refus total de discussions avec leurs représentants. 
Khaled Nezzar, ancien ministre de la défense algérien est considéré comme « le chef de file des « éradicateurs » durant la guerre civile », il meurt le 29 décembre 2023.
L'option opposée, connue sous la dénomination dialoguistes, considère que la seule issue au conflit est le dialogue et la réconciliation nationale.
En fin de compte, c'est la faction dialoguiste qui l'emporte, et les présidences de Bouteflika depuis 1999 sont marquées par des amnisties visant à réintroduire les islamistes dans le processus politique constitutionnel.
La Plate-forme de Sant'Egidio, qui unit en 1995 la plupart des partis d'opposition algériens, est en grande partie dirigée contre la tendance éradicatrice.